# Jann Arden
Pour les articles homonymes, voir Arden.
Jann Arden (née le 27 mars 1962) est une chanteuse canadienne, avec un public populaire, connue surtout au Canada. Née près de Calgary, en Alberta sous le nom de Jann Richards, elle est une des musiciennes canadiennes les plus reconnues.

## Biographie
Jann Arden est également actrice, scénariste, productrice et compositrice de musique de film.
Jann Arden est ouvertement bisexuelle.

## Discographie
- 1993 : Time for Mercy
- 1994 : Living Under June
- 1997 : Happy?
- 2000 : Blood Red Cherry
- 2001 : Greatest Hurts
- 2002 : Jann Arden Live with the Vancouver Symphony Orchestra
- 2003 : Love Is the Only Soldier
- 2005 : Jann Arden
- 2007 : Uncover me (album de reprises)
- 2009 : Free
- 2011 : Uncover Me 2
- 2014 : Everything Almost
- 2015 : A Jann Arden Christmas
- 2018 : These Are The Days
- 2020 : Hits And Other Gems
- 2021 : Jann Arden On Stage

## Filmographie

### Comme actrice
- 1995 : Jann Arden: Insensitive (court métrage)
- 2001 : Snowbound : Sarah Hotchkiss
- 2002 : The True Meaning of Christmas Specials (téléfilm)
- 2007 : Robson Arms (série télévisée) : Venus
- 2007 : Don't Cry Now (téléfilm) : Joan
- 2010-2011 : ER Vets (série télévisée) : Narration (16 épisodes)
- 2014 : Hell on Wheels (série télévisée) : Madam Pauline
- 2018 : The Detour (série télévisée) : Motel Hooker
- 2017-2018 : Workin' Moms (série télévisée) : Jane Carlson (2 épisodes)
- 2018 : Wynonna Earp (série télévisée) : Bunny Loblaw
- 2019 : Jann (série télévisée) (6 épisodes)[2]

### Bande-son
- 1996 : Bed of Roses ("Insensitive")
- 1997 : My Best Friend's Wedding ("You Don't Know Me")
- 1997 : Due South (série télévisée) ("Unloved")
- 1998 : Dawson's Creek (série télévisée) ("Good Mother")
- 2000 : Beautiful Joe ("Good Mother")
- 2004-2006 : Canadian Idol (série télévisée) (3 épisodes) ("Could I Be Your Girl", "Good Mother", "Good Mother")
- 2007 : The X Factor (série télévisée) ("Lost")
- 2006-2013 : Tu crois que tu sais danser (So You Think You Can Danc) (série télévisée) (2 épisodes) ("Hangin' By a Thread", "I Would Die For You")
- 2016 : Kathleen Madigan: Bothering Jesus (vidéo) ("Kethleen Madigan")

### Comme scénariste
- 2003 : The Arden Diner (téléfilm) (+ productrice et compositrice)
- 2004 : Jann Takes Manhattan (téléfilm documentaire) (+ productrice et compositrice)
- 2019 : Jann (série télévisée) (6 épisodes) (+ productrice)